# Das Wunder von Loch Ness
Das Wunder von Loch Ness ist ein deutsch-österreichischer Fantasyfilm von Michael Rowitz aus dem Jahr 2008. Zwei Jahre später erschien mit Das zweite Wunder von Loch Ness eine Fortsetzung.

## Handlung
Der elfjährige Tim Bender ist zum Leidwesen seiner Mutter Anna anders als Jungen in seinem Alter. Er kann mit Fußball nicht viel anfangen, hat keine Freunde und schreibt in seiner Freizeit lieber die Steuererklärung seiner Mutter. Die arbeitet als Meeresbiologin und hat Tim allein großgezogen. Tim hat seinen Vater nie kennengelernt, von dem Anna behauptet, dass er Dave Brubeck hieß und vor Tims Geburt beim Tauchen auf Borneo ums Leben gekommen ist. Vergeblich versucht Tim, seine Mutter mit anderen Männern zusammenzubringen und so einen neuen Vater zu bekommen. Eines Tages sieht Tim seinen vermeintlich toten Vater in einer Reportage über Loch Ness und das sagenumwobene Wesen Nessie. Statt Dave Brubeck heißt der Mann jedoch Erik Winter, ist Professor und Leiter der Forschungsgruppe, die unweit von Inverness das Seemonster finden will.
Tim schlachtet sein Sparschwein und fliegt, von seinem verrückten Opa gedeckt, allein nach Inverness. Ein Taxifahrer, der sich später als der Zauberer Merlin entpuppt, fährt ihn zum Forscherteam um Erik Winter. Der ist jedoch beschäftigt, sodass sich Tim als Schülerzeitungsredakteur ausgibt, der ihn interviewen will. Mit Erik fährt er auf den See hinaus. Was Erik nicht weiß ist, dass Paul und Sheila aus seinem Forscherteam falschspielen. Sie wollen Nessie und den sagenhaften Schatz des Sees selbst finden und haben vor Erik wichtige Tauchutensilien zurückgehalten, ohne die er nicht weiterarbeiten kann. Beide gehen allein auf Tauchgang und sehen schließlich das Seemonster. Paul schießt auf es, doch es schwimmt weiter. Es kollidiert mit Eriks Boot, wobei Tim über Bord geht. Erik beginnt mit seinen Mitarbeitern eine großangelegte Suche nach Tim. Der ist zwar im See versunken, wacht wenig später jedoch in einer unterirdischen Höhle auf. Hier sieht er nicht nur Nessie in einem unterirdischen See, sondern lernt auch den gnomenhaften, 603 Jahre alten Druiden Oki kennen, der sein Leben dem Bewachen des Steins der Druiden gewidmet hat. Dieser Stein verleiht dem Halter große Macht. Oki und Tim freunden sich an und der Druide bringt den Jungen wenig später aus der Höhle zurück zum Forscherteam. Bevor sie sich trennen, schenkt Oki Tim einen kostbaren Armreif.
Sheila und Paul haben anhand des Senders, der an Nessie beim Beschuss haften blieb, bemerkt, dass das Seemonster in einem riesigen Felsgebirge hausen muss. Paul beschießt den Fels und tatsächlich bildet sich ein feiner Riss, durch den Wasser in Okis Höhle läuft. Oki kann den Riss mit einem Zauber schließen, weiß nun jedoch, dass er den wertvollen Stein in Sicherheit bringen muss. Da er schlechte Augen hat und der Weg zum Altar, in dem der Stein versenkt werden muss, voller Gefahren ist, bittet er Tim um Mithilfe. Dessen Mutter Anna hat inzwischen von Tims Verbleib erfahren und ist nach Loch Ness gekommen, wo sie mit ihrem früheren Freund Erik zusammentrifft. Erik glaubt, dass sich Anna nach ihrem Beziehungs-Aus schnell mit einem anderen getröstet habe und Tim aus der Beziehung stammt. Paul hat wiederum den wertvollen Armreif an Tim entdeckt und weiß nun, dass der Junge den Zugang zur geheimen Höhle kennt. Er will Tim entführen, doch kommt ihm Oki zuvor: Er zieht Tim in eine Höhle, die sich hinter den beiden schließt. Erik und Anna gelingt es durch Zufall, die Höhle zu öffnen. Paul zwingt sie mit geladener Pistole, mit ihm dem Jungen und Oki zu folgen.
Tim und Oki gelangen auf ihrem Weg zum Altar über verschiedene Türen in verzauberte Gegenden, so in die Todesschlucht, in der die Luft giftig ist, und in einen Wald, in dem jedes laute Geräusch zu Angriffen aus dem Nichts führt. Anna und Erik können in diesem Wald ihrem Bewacher Paul entkommen, da der durch Schüsse den Unmut des Waldes auf sich zieht und von Pflanzen gefesselt wird. Tim und Oki gelangen an den Altar und versenken den Stein der Druiden mithilfe eines Zauberspruchs. Der Stein ist nun sicher. Anna und Erik erscheinen am Altar, doch ist ihnen Paul gefolgt. Er fordert von Tim die Wegbeschreibung zur Höhle, und Erik, der inzwischen weiß, dass Tim sein Sohn ist, greift Paul an. Im Gerangel löst sich ein Schuss und Erik fällt. Er verstirbt in Annas und Tims Armen und Paul ergreift die Flucht. Auf Tims Bitte hin setzt Oki seine Lebenskraft für Erik ein, der wieder zum Leben erwacht. Merlin erklärt Oki, dass nun sein Leben nach der Nacht vorbei sei, doch Oki bereut nichts. Er zeigt am Abend Tim in seiner Höhle Nessie, die in Wirklichkeit eine Roboterattrappe ist. Sie diente dazu, die Menschen vom Stein der Druiden fernzuhalten. Tim, Anna und Erik fahren am Ende gemeinsam von Loch Ness ab. Sie wollen zukünftig als Familie zusammenleben.

## Produktion
Das Wunder von Loch Ness wurde vom 19. September bis 27. Oktober 2006 in Österreich gedreht. Drehorte waren unter anderem Graz, die Nockalm, Wien und der Weißensee. Die unterirdische Grotte fand man in der Lurgrotte bei Semriach in der Steiermark.
Der Film erlebte am 5. Februar 2008 seine Fernsehpremiere auf Sat.1 und erschien am selben Tag auf DVD. Die computeranimierte Figur des Druiden Oki wird von Rufus Beck gesprochen.

## Kritik
Der film-dienst nannte Das Wunder von Loch Ness eine „anspruchslose Fantasy-(Fernseh-)Komödie um eine Familienzusammenführung der besonderen Art. Stereotype Unterhaltung von der Stange, die auf magere Computereffekte setzt.“
TV Spielfilm schrieb: „Hier wird alles an Themen und Stoffen durchgerührt – und noch von „E.T.“ abgekupfert. Es bleibt platt. [Fazit:] Schlecht abgegucktes Kinderabenteuer“.

## Auszeichnungen
Dietmar Koelzer wurde 2008 für den Deutschen Fernsehpreis in der Kategorie „Beste Kamera“ nominiert. Michael Coldewey und Simone Kraus von Trixter Film gewannen den Deutschen Fernsehpreis für die Besten visuellen Effekte und erhielten zudem den Bayerischen Fernsehpreis als Sonderpreis für die Entwicklung und Umsetzung des Oki im Film.
Lukas Schust wurde 2008 mit dem Deutschen Kinder-Medienpreis ausgezeichnet.